# Оперативная группа «Нарва»
Операти́вная гру́ппа «На́рва» (нем. Armeeabteilung Narwa) — оперативное объединение вооружённых сил нацистской Германии и её союзников во Второй мировой войне. Входила в состав группы армий «Север». Действовала летом — осенью 1944 года в Эстонии против войск Ленинградского фронта Рабоче-крестьянской Красной армии. Командующий генерал-полковник Ганс Фриснер.

## Состав

### Февраль 1944 года
- III танковый корпус СС — командир Феликс Штайнер
  - 11-я добровольческая моторизованная дивизия СС «Нордланд»
  - 20-я добровольческая пехотная дивизия СС (1-я эстонская)
  - 4-я добровольческая моторизованная бригада СС «Недерланд»
- XXVI армейский корпус — командир Антон Грассер
  - 11-я пехотная дивизия
  - 58-я пехотная дивизия
  - 214-я пехотная дивизия
  - 225-я пехотная дивизия
  - 3-й эстонский пограничный полк
- XXXXIII армейский корпус — командир Карл фон Офен
  - 61-я пехотная дивизия
  - 170-я пехотная дивизия
  - 227-я пехотная дивизия
  - Моторизованная дивизия «Фельдхернхалле»
  - Пехотный полк «Гнесен»

Отдельные части
Восточный сектор, береговая оборона (штаб 2-й зенитной дивизии в качестве штаба) — командующий Альфонс Лучни (Alfons Luczny)
- Эстонский полк «Ревель»
- 3-й эстонский полицейский батальон
- 2-й эстонский полицейский батальон

Части группового подчинения
- Артиллерийское командование № 113
- Высшее инженерно-сапёрное командование № 32
- 502-й тяжёлый танковый батальон
- 752-й противотанковый дивизион
- 540-й специальный пехотный учебный батальон

### 3 марта — 16 сентября 1944 года
3 марта 1944
- III танковый корпус СС:
  - 11-я добровольческая моторизованная дивизия СС «Нордланд»
  - 20-я добровольческая пехотная дивизия СС (1-я эстонская)
  - 4-я добровольческая моторизованная бригада СС «Недерланд»
  - 61-я пехотная дивизия
  - Моторизованная дивизия «Фельдхернхалле»
- XXVI армейский корпус:
  - 11-я пехотная дивизия
  - 225-я пехотная дивизия
- В распоряжении оперативной группы:
  - 58-я пехотная дивизия
  - 170-я пехотная дивизия
  - 227-я пехотная дивизия

15 апреля 1944
- III танковый корпус СС:
  - 11-я добровольческая моторизованная дивизия СС «Нордланд»
  - 20-я добровольческая пехотная дивизия СС (1-я эстонская)
  - 4-я добровольческая моторизованная бригада СС «Недерланд»
- XXXXIII армейский корпус:
  - Моторизованная дивизия «Фельдхернхалле»
  - 227-я пехотная дивизия
- XXVI армейский корпус:
  - 11-я пехотная дивизия
  - 58-я пехотная дивизия
  - 225-я пехотная дивизия
- В распоряжении оперативной группы:
  - 61-я пехотная дивизия
  - 122-я пехотная дивизия
  - 170-я пехотная дивизия
  - 285-я пехотная дивизия

15 мая 1944
- III танковый корпус СС:
  - 11-я добровольческая моторизованная дивизия СС «Нордланд»
  - 20-я добровольческая пехотная дивизия СС (1-я эстонская)
  - 4-я добровольческая моторизованная бригада СС «Недерланд»
- XXXXIII армейский корпус:
  - 61-я пехотная дивизия
  - 122-я пехотная дивизия
  - 170-я пехотная дивизия
- XXVI армейский корпус:
  - 11-я пехотная дивизия
  - 58-я пехотная дивизия
  - 225-я пехотная дивизия
- В распоряжении оперативной группы:
  - 227-я пехотная дивизия
  - 285-я пехотная дивизия

15 июня 1944
- III танковый корпус СС:
  - 11-я добровольческая моторизованная дивизия СС «Нордланд»
  - 20-я добровольческая пехотная дивизия СС (1-я эстонская)
  - 4-я добровольческая моторизованная бригада СС «Недерланд»
- XXXXIII армейский корпус:
  - 11-я пехотная дивизия
  - 58-я пехотная дивизия
  - 122-я пехотная дивизия
- XXVI армейский корпус:
  - 170-я пехотная дивизия
  - 225-я пехотная дивизия
  - 270-я пехотная дивизия
- В распоряжении оперативной группы:
  - 61-я пехотная дивизия
  - 285-я пехотная дивизия

15 июля 1944
- III танковый корпус СС:
  - 11-я добровольческая моторизованная дивизия СС «Нордланд»
  - 20-я добровольческая пехотная дивизия СС (1-я эстонская)
  - 11-я пехотная дивизия
  - 4-я добровольческая моторизованная бригада СС «Недерланд»
- XXXXIII армейский корпус:
  - 58-я пехотная дивизия
  - 227-я пехотная дивизия
- В распоряжении оперативной группы:
  - 285-я пехотная дивизия

31 августа 1944
- III танковый корпус СС:
  - 11-я добровольческая моторизованная дивизия СС «Нордланд»
  - 20-я добровольческая пехотная дивизия СС (1-я эстонская)
  - 11-я пехотная дивизия
  - 300-я пехотная дивизия
  - 6-я добровольческая штурмовая бригада СС «Лангемарк»
  - 4-я добровольческая моторизованная бригада СС «Недерланд»
- II армейский корпус:
  - 563-я народная пехотная дивизия
  - 207-я пехотная дивизия
  - 5-я добровольческая штурмовая бригада СС «Валлония»
  - 101-я танковая бригада
  - 87-я пехотная дивизия
  - Gross Division[~ 1]

16 сентября 1944
- III танковый корпус СС:
  - 11-я добровольческая моторизованная дивизия СС «Нордланд»
  - 20-я добровольческая пехотная дивизия СС (1-я эстонская)
  - 4-я добровольческая моторизованная бригада СС «Недерланд»
  - 5-я добровольческая штурмовая бригада СС «Валлония»
  - 6-я добровольческая штурмовая бригада СС «Лангемарк»
  - 11-я пехотная дивизия
  - 300-я пехотная дивизия
- II армейский корпус:
  - 87-я пехотная дивизия
  - 207-я пехотная дивизия
  - 53-я пехотная дивизия[1][2]

## Операции и сражения
- Бои за Нарвский плацдарм
- Нарвская операция (1944)
- Таллинская операция (1944)

- Рубеж «Танненберг»